# Nicolas Chamfort

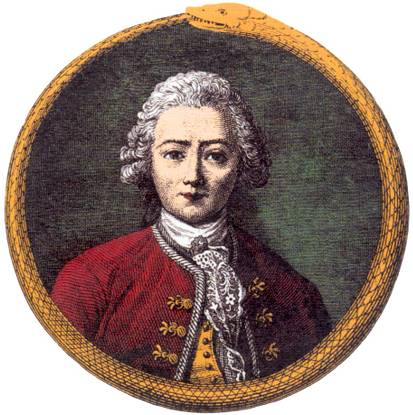
Nicolas Chamfort

Sébastien-Roch Nicolas, que tomou posteriormente o nome de Nicolas de Chamfort, (Clermont-Ferrand, 6 de abril de 1740 — Paris, 13 de abril de 1794) foi um poeta, jornalista, humorista e moralista francês.

## Biografia

### Juventude
O nascimento de Chamfort é, ainda hoje, cercado de mistérios. Segundo o registro de nascimentos da paróquia de Saint-Genès, em Clermont-Ferrand, Chamfort teria nascido em 6 de Abril de 1740, filho legítimo de François Nicolas, merceeiro, e de Thérèse Croiset, sua esposa. No entanto, um segundo registro, chamando-o « Sébastien Roch », o faz nascer em 2 de Junho de « pais desconhecidos ». Já segundo Claude Arnaud, ele foi batizado em 22 de Junho na igreja de Saint-Genès; recebe exatamente o mesmo nome de outra criança morte, batizada em 5 de Abril. De qualquer forma, todos os seus biógrafos concordam em considerar que Chamfort era filho natural. Segundo a tradição local, era filho natural de Jacqueline de Montrodeix, nascida Cisternes de Vinzelles, e de Pierre Nicolas, cônego da Catedral de Notre-Dame de Clermont-Ferrand. Partindo-se desta versão, a criança teria sido adotada pelo merceeiro François Nicolas, pai de Pierre Nicolas, e por sua esposa, Thérèse Creuzet ou Croizet. Outras obras ainda o fazem nascer em 6 de Abril de 1741.
A partir de 1750, faz seus estudos como bolsista no Colégio des Grassins, na Montanha Sainte-Geneviève, em Paris, conseguindo os primeiros prêmios da Universidade. Mostrou-se um aluno brilhante porém temperamental, chegando a fugir da escola e pensar em embarcar para a América com um camarada, Pierre Letourneur, futuro introdutor do Ossian na França, partindo para o porto de Cherbourg. Foi perdoado e pode concluir seus estudos.
Toma, ao entrar no mundo adulto, o nome de « Chamfort », em lugar do nome simples Nicolas que havia levado até então.

### Carreira literária
Estreando com alguns artigos no Journal Encyclopédique (Jornal Enciclopedista) e uma colaboração no Vocabulaire Français (Vocabulário Francês), faz-se notar bem cedo através de alguns prêmios de poesia dados pela Academia, dá ao Théâtre-Français algumas comédias que fazem sucesso e junta-se a diversos empreendimentos literários para se sustentar. Sua reputação o faz ser escolhido pelo Príncipe de Condé como secretário de suas licitações; torna-se em 1784 secretário ordinário e do gabinete de Madame Elizabeth, irmã do Rei Luís XVI. Antes da Revolução, foi um dos escritores mais apreciados nos salões parisienses, brilhante e espirituoso, escrevendo diversas peças para teatro. Iniciou-se na Franco-Maçonaria em 1778.
Fez carreira de homem de letras que o conduziu à Academia Francesa em 1781 (ocupando a cadeira nº 6), porém prematuramente contraíu uma doença venérea da qual jamais se recuperou e que deixou sua saúde precária pelo resto da vida.
Sua obra mais célebre e a única lida de Chamfort foi publicada em 1795 por seu amigo Pierre Louis Ginguené : "Maximes et pensées, caractères et anecdotes", extraída das notas manuscritas deixadas por Chamfort: "Maximes et Pensées" e "Caractères et Anecdotes". A amargura de seus escritos já anuncia Ambrose Bierce ou George Bernard Shaw. Sébastien-Roch Nicolas de Chamfort desejava publicá-los ele mesmo sob o título de "Produits de la civilisation perfectionnée".

### Vida sentimental
No verão de 1781, Chamfort inicia uma ligação com Anne-Marie Buffon, viúva de um médico do Conde de Artois, um pouco mais velha que ele, que foi o grande amor de sua vida. Na primavera de 1783, o casal retira-se para um palacete pertencente a Madame Buffon, onde esta morre bruscamente no 29 de Agosto seguinte.
Devastado pelo acontecimento, Chamfort escreve um poema onde destila sua dor:
| À celle qui n'est plus |
| Dans ce moment épouvantable, Où des sens fatigués, des organes rompus, La mort avec fureur déchire les tissus, Lorsqu'en cet assaut redoutable L'âme, par un dernier effort, Lutte contre ses maux et dispute à la mort Du corps qu'elle animait le débris périssable; Dans ces moments affreux où l'homme est sans appui, Où l'amant fuit l'amante, où l'ami fuit l'ami, Moi seul, en frémissant, j'ai forcé mon courage À supporter pour toi cette effrayante image. De tes derniers combats j'ai ressenti l'horreur; Le sanglot lamentable a passé dans mon cœur; Tes yeux fixes, muets, où la mort était peinte, D'un sentiment plus doux semblaient porter l'empreinte; Ces yeux que j'avais vu par l'amour animés, Ces yeux que j'adorais, ces yeux que j'ai fermé! |
| |

### A Revolução
Saudando com entusiasmo a chegada da Revolução Francesa, segue os Estados Gerais em Versalhes. Contratado por Mirabeau como redator anônimo de seu jornal, assiste ao Juramento do Jogo da Péla e aplaude a Tomada da Bastilha. Eminência parda de Talleyrand e de Mirabeau, para quem redigia parcialmente discursos e relatórios, entra com este no Clube dos Trinta. Ligado a Sieyès, é dele o título de sua obra: "Qu'est-ce que le tiers état ?". Além disso, muitos jornais da época acolhiam suas colunas, em particular o "Mercure de France".
Entra, com Talleyrand e Mirabeau, na Sociedade de 1789, fundada por La Fayette em Abril de 1790, permanecendo nela por apenas um ano, até deixá-la quando da Fuga de Luís XVI e sua detenção em Varennes. Associa-se então ao Clube dos Jacobinos, onde foi eleito para o comitê de correspondência, com a missão de impedir a adesão das filiais provincianas ao Clube dos Feuillants.
Quando a Assembleia Nacional Constituinte Francesa de 1789 se separa, Chamfort deixa os Jacobinos e apresenta-se em vão para a Assembléia Legislativa, antes de consagrar-se à publicação dos "Tableaux de la Révolution française" ("Quadros da Revolução Francesa", em português). Na época, defendia uma radicalização da Revolução.
Opositor, como Robespierre, a uma guerra contra a Áustria, junta-se à Gironda, mais « por afinidade pessoal que por escolha política ». Chefe de redação da "Gazeta de Paris", provavelmente de Maio de 1792 a Janeiro de 1793, o Ministro do Interior francês, Jean-Marie Roland de La Platière o nomeia bibliotecário da Biblioteca Nacional, em 19 de Agosto de 1792, ao mesmo tempo em que Manon Roland o acolhe em seus salões.
Foi encarregado pelo Ministro dos Assuntos Exteriores Lebrun de uma correspondência secreta com os independencionalistas irlandeses a fim de sondar suas disposições, correspondência que foi confiscada quando de sua detenção.
Com efeito, por ter-se alegrado com a morte de Marat, Chamfort foi denunciado em 21 de Julho de 1793 por um empregado da Biblioteca e aprisionado nas Madelonnettes, em 2 de Setembro. Libertado dois dias depois pelo Comitê de Salvação Nacional, permanece sob vigilância com mais dois outros bibliotecários, o sobrinho do Abade Barthélemy e Desaunays, tentando em vão desculpar-se. Em 9 de Setembro, pede demissão da Biblioteca Nacional.

#### Suicídio.
Atormentado com a ideia de ser preso mais uma vez, em setembro de 1793 Chamfort vai até sua sala de trabalho e atira contra a própria face. O tiro, contudo, não foi letal e ele então mutila-se com um cortador de papel na região do pescoço depois na região do peito. Ferimentos esses que não foram suficientes para acabar com sua vida, uma vez que foi encontrado inconsciente imerso em uma poça de sangue pelo seu mordomo. Só vindo a morrer em 13 de abril do ano seguinte.

## Publicações
Seus escritos mais apreciados durante o século XIX segundo o Dictionnaire Bouillet são:
- Éloge de Molière, couronné (1769);
- Éloge de La Fontaine (1774);
- La jeune Indienne (1764);
- le Marchand de Smythe, comédias;
- Mustapha et Zéangir, tragédia.

Muitas de suas obras foram perdidas, entre outras um "Comentário sobre La Fontaine" (apenas parte da obra aparece em "Os Três Fabulistas", 1796).
Suas obras foram reunidas:
- por Pierre Louis Ginguené, 1795, 4 vol. in-8
- por M. Auguis, 1824, 5 vol. in-8.

Chamfort brilhava sobretudo pelo espírito: foi feito um apanhado de suas melhores tiradas sob o título de "Cliam-fortiana", em 1800.

## Fonte (francesas)
- Roland Gotlib, « Chamfort, Sébastien Roch Nicolas », em Albert Soboul (dir.), Dictionnaire historique de la Révolution française, Paris, PUF, 1989 (rééd. Quadrige, 2005, p. 201)